# Shiner (Texas)
Shiner es una ciudad ubicada en el condado de Lavaca en el estado estadounidense de Texas. En el Censo de 2010 tenía una población de 2069 habitantes y una densidad poblacional de 330,1 personas por km².

## Geografía
Shiner se encuentra ubicada en las coordenadas 29°25′59″N 97°10′22″O / 29.43306, -97.17278. Según la Oficina del Censo de los Estados Unidos, Shiner tiene una superficie total de 6.27 km², de la cual 6.25 km² corresponden a tierra firme y (0.29%) 0.02 km² es agua.

## Demografía
Según el censo de 2010, había 2069 personas residiendo en Shiner. La densidad de población era de 330,1 hab./km². De los 2069 habitantes, Shiner estaba compuesto por el 85.5% blancos, el 9.67% eran afroamericanos, el 0.19% eran amerindios, el 0.39% eran asiáticos, el 0% eran isleños del Pacífico, el 2.17% eran de otras razas y el 2.08% pertenecían a dos o más razas. Del total de la población el 7.54% eran hispanos o latinos de cualquier raza.